# Литтл, Анджела
Андже́ла Мише́ль Литтл (англ. Angela Michelle Little; род. 22 июля 1972, Альбертвилл, Алабама, США) — американская актриса и фотомодель.

## Биография
Анджела Мишель Литтл родилась 22 июля 1972 года в Альбертвилле (штат Алабама, США). Анджела была чирлидером в средней школе, а также королевой возвращения домой в средней школе в Дугласе.

## Карьера
Анджела начала карьеру актрисы и фотомодели в 1998 году, сыграв роль Лори в короткометражном фильме «Без головы на ярмарке» и став в августе Playmate мужского журнала «Playboy». В 2001 году Литтл сыграла роль подруги Текса в фильме «Час пик 2». Всего она сыграла в 39-ти фильмах и телесериалах.

## Личная жизнь
В 2005—2014 годы Анджела была замужем за актёром и музыкантом Энди Макензи. У бывших супругов есть дочь — Фарра Макензи (род.29.10.2005).

## Избранная фильмография
| Год  |     | Русское название                       | Оригинальное название            | Роль               |
| ---- | --- | -------------------------------------- | -------------------------------- | ------------------ |
| 1998 | кор | Без головы на ярмарке                  | Headless at the Fair             | Лори               |
| 2001 | ф   | Звериная натура                        | Human Nature                     | официантка Честера |
| 2001 | ф   | Час пик 2                              | Rush Hour 2                      | подруга Текса      |
| 2003 | ф   | Поли Шор мёртв                         | Pauly Shore Is Dead              | подруга Зоуи № 2   |
| 2003 | ф   | Дочь моего босса                       | My Boss’s Daughter               | Шерил              |
| 2003 | с   | Зачарованные                           | Charmed                          | Кайя               |
| 2003 | с   | Малкольм в центре внимания             | Malcolm in the Middle            | Дебби              |
| 2005 | ф   | Американский пирог: Музыкальный лагерь | American Pie Presents: Band Camp | Шари               |
| 2006 | с   | Дерзкие и красивые                     | The Bold and the Beautiful       | Кристи             |
| 2006 | с   | C.S.I.: Место преступления             | CSI: Crime Scene Investigation   | Тэмми              |
| 2006 | с   | Части тела                             | Nip/Tuck                         | Блу Мондэ          |
| 2006 | с   | Детектив Раш                           | Cold Case                        | Джулия Ливингстон  |
| 2007 | ф   | Взлёты и падения: История Дьюи Кокса   | Walk Hard: The Dewey Cox Story   | Бет Энн            |
| 2007 | с   | Детектив Монк                          | Monk                             | Кимберли Деннаман  |
| 2007 | с   | Рино 911!                              | Reno 911!                        | Тэмми              |